# 告訴せず
『告訴せず』（こくそせず）は、松本清張の長編小説。「黒の挨拶」第1話として『週刊朝日』に連載され（1973年1月12日号 - 11月30日号）、加筆の上、1974年2月に光文社（カッパ・ノベルス）から刊行された。「告訴できない」犯罪を利用し、拐帯金と共に蒸発した男の転生計画を描く、長編クライム・サスペンス。
1975年に東宝系で映画化されている。

## あらすじ
総選挙の行われている最中、木谷省吾は、義弟の代議士・大井芳太が非公式に得ていた、違法な出所の選挙資金を抱え、逃走した。木谷を告訴しても、それは大井芳太の選挙違反の暴露を意味するため、警察も立件することができない。勝利を感じた木谷だったが、逃避行を続ける間に、温泉旅館の女中・お篠から、高崎市近くに在する比礼神社の、穀物の出来高に関する神託が、よく的中するという話を耳にする。神主から「今年の小豆は凶作」という託宣を受けた木谷は、資金拡張のため、「福山誠造」の偽名を使い、小豆相場への投資を始めた。
追跡者の影に怯え、また相場動向への一喜一憂が続いたが、託宣通り、勝ち逃げに成功し、新しい商売も無事始められるように思われた。だが…。

## 主な登場人物

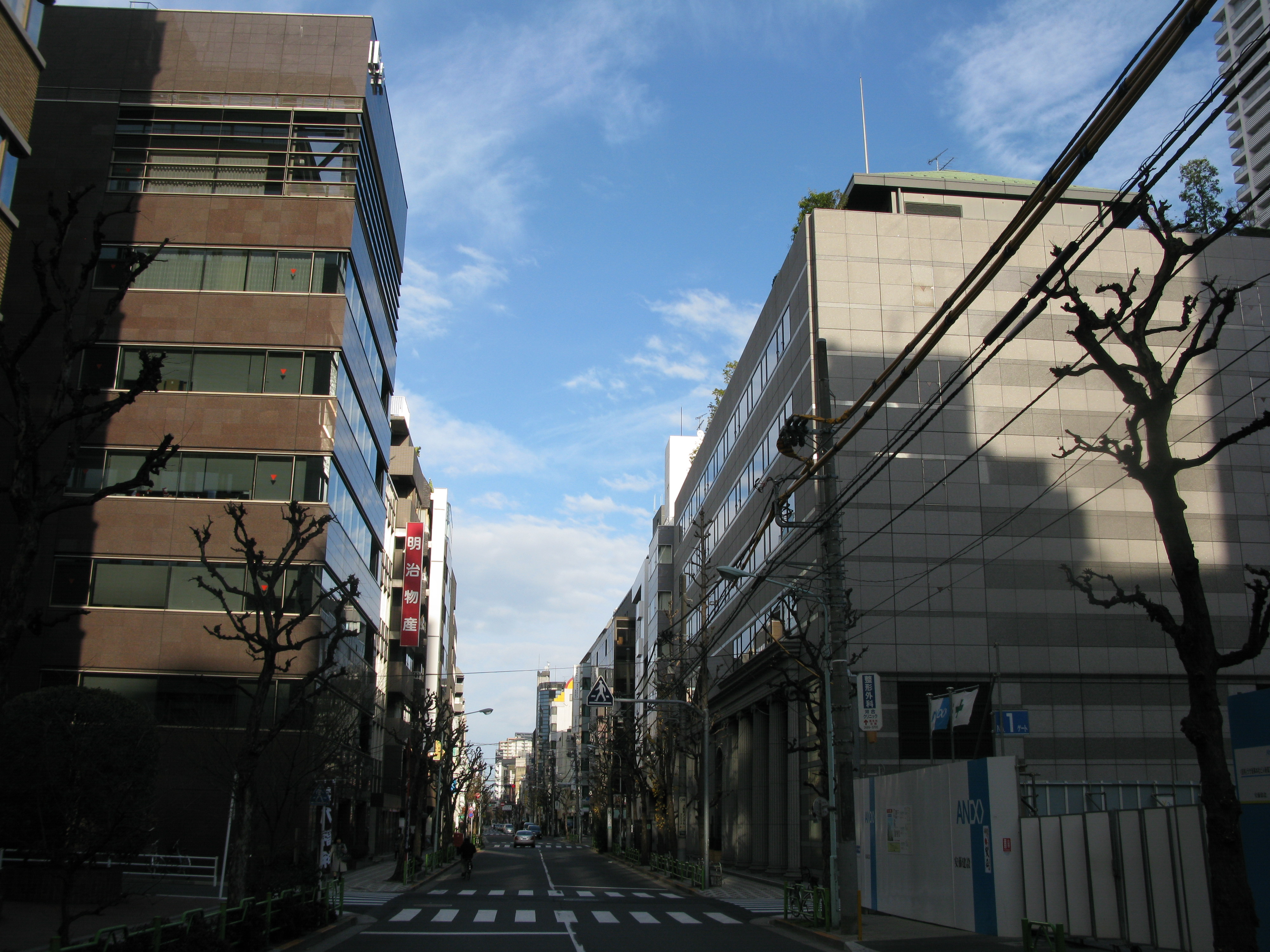
商品先物取引の関連会社が集積する
日本橋蛎殻町周辺

原作における設定を記述。
木谷省吾
岡山県・美作地方のA市で、駅前に大衆食堂を開いていたが、義弟の大井芳太にこき使われ、妻の春子からも馬鹿にされる鬱屈した日々を送っていた。保守党派閥の裏金の受取のため東京に派遣されていたが、その帰路、金とともに逐電する。46歳。
お篠
群馬県・水上温泉の旅館で、面白味皆無の女中人生を送っていたが、木谷の誘いを受け同棲、福島県・白河でのモーテル運営を夢見る。本名は浜島シノ。
小柳一男
日本橋蛎殻町で穀物仲買を行っている平仙物産の外務課副課長。小豆相場に関する申し出を受け木谷担当の係となり、相場の動向を随時報告する。
大場平太郎
平仙物産に出入りし、相場に手を出している老人。今ではすっかり零落したように見えるが、戦前は、立憲政友会の院外団として活動していたとされる。某一流会社の課長をしている息子から小遣いをもらい、細々と相場をやっていると自称していたが、その裏では……。
大井芳太
岡山県・K郡を地盤とする保守党系代議士。妻は木谷の妻・春子の妹。うだつが上がらない義兄を小馬鹿にし、派閥の裏金受取の使者にするなど便利に使っていたが、選挙資金として受け取らせた3000万円を持ち逃げされる。当の選挙は、苦戦が予想されるも、何とか当選する。一時木谷が警察に確保され、照会を受けるも、資金のことは否定せざるを得なくなる。
光岡寅太郎
大井の側近で選挙参謀。地元の暴力団と関係を持つ。本業はハムとソーセージの製造会社の社長。
山脇盛太郎
平仙物産の営業部主任。平仙物産に入ってきた木谷に最初に対応する。小豆先物取引をよく知らない木谷に、初歩的知識を教える。
森山寛之
白河の不動産屋・真砂商事の社長。50過ぎの血色のよい、禿頭の男で、人当たりがよい。営業が出払っていたため、モーテル用地を物色していた木谷らを連れ、自ら周辺を案内する。

## 映画
1975年2月1日公開。製作は、芸苑社・東宝映画。配給は東宝。現在はDVD化されている。

### キャスト
- 青島幸男（木谷省吾）
- 江波杏子（お篠）
- 渡辺文雄（木谷芳太）
- 悠木千帆（木谷春子）
- 西村晃（光岡寅太郎）
- 小沢栄太郎（宗近健太郎・大臣）
- 加藤嘉（大場老人）
- 小松方正（森山寛之）
- 村井国夫（小柳一男・「平仙物産」営業係長）
- 高森玄（刑事A）
- 浜村純（神官）
- 天本英世（神官）
- 稲葉義男（警察署長）
- 佐原健二（間宮・中田派議員の秘書）
- 加藤和夫（佐藤・宗近大臣の秘書）
- 五藤雅博（山脇盛太郎・「平仙物産」営業部長）
- 森下哲夫（「平仙物産」社員A）
- 長沢大（銀行係長）
- 武藤章生（医者）
- 勝部義夫（「平仙物産」社員B）
- 森大河（若い男）
- 石井宏明（銀行支店長）
- 鈴木治夫（刑事B）
- 右京ちあき（窓口の女子行員）
- 加藤茂雄（集金人）
- 高木真二（中井健・光岡の手下）
- 八代駿（コックA）
- 門脇三郎（コックB）
- 川口節子（「平仙物産」女子社員）
- 記平佳枝（ホステス）
- 伊東光一（後援者）
- 徳光和夫（TVアナウンサー）
- 豊島泰三（山崎候補者）
- 夏木順平（大浴場の客）*ノンクレジット

他

### スタッフ
- 監督：堀川弘通
- 製作：市川喜一、森岡道夫
- 脚本：山田信夫
- 撮影：福沢康道
- 音楽：佐藤勝
- 美術：薩谷和夫
- 録音：坂井長七郎
- 照明：平野清久
- 編集：黒岩義民
- スチール：岩井隆志
- 助監督：今村一平
- 合成：松田博
- 効果：東宝効果集団
- 整音：東宝録音センター
- 現像：東京現像所
- 製作担当者：徳増俊郎

### 同時上映
『どてらい男』
- 原作：花登筺 / 脚本：田坂啓 / 監督：古澤憲吾 / 主演：西郷輝彦 / 東京映画作品